# Нессер, Хокан
Хокан Нессер (швед. Håkan Nesser, род. 21 февраля 1950, Кумла) — современный шведский писатель
, автор многочисленных детективных романов.

## Жизнь и творчество
Х. Нессер изучал социологию, английский язык, скандинавистику, философию и историю литературы в Уппсальском университете. Позднее преподавал в гимназии, в это время он начал также писать художественную прозу. Первый его роман увидел свет в 1988 году (Koreografen (Хореографы)). В 1993 году появляется роман Det grovmaskiga nätet (Крупноячеистая сеть), первый из детективной серии о комиссаре ван Ветерене. Эта книга в том же году была удостоена премии Шведского детектива как лучший дебют года и стала бестселлером также за пределами Швеции. С 1993 по 2003 Х. Нессер пишет в общей сложности 10 романов о комиссаре ван Ветерене. Действие в них происходит в придуманной писателем некоей фантастической европейской стране со столицей в городе Маардам. Собственные имена героев и географические названия в ней не позволяют с уверенностью отождествлять её с каким-либо реально существующим государством. Наиболее часто в романах упоминаются страны Северной Европы; в то же время действующая валюта — гульден — предполагает, что это Нидерланды. С другой стороны, часто употребляются немецкие, польские или прибалтийские имена. Поставленные по этим романам кинофильмы снимались в скандинавских странах.
Наряду с Хеннингом Манкелем, Х.Нессер является одним из известнейших шведских криминальных авторов. По его роману Kim Novak badade aldrig i Genesarets sjö (Ким Новак никогда не купалась в Генисаретском озере), написанном в 1998 году, в 2005 был снят кинофильм; в Швеции он включён в школьную программу. В 2000—2005 годах по романам о ван Ветерене была также на Шведском телевидении (SVT) снята серия фильмов. В 2006 году писатель своим романом Människa utan hund (Мужчина без собаки) начинает новую детективную серию произведений. На этот раз здесь действует полицейский инспектор Гуннар Барбаротти, работающий в Кумлинге — выдуманном Х.Нессером местечке в западной Швеции. Вышедший в её рамках 4-й по счёту в 2010 году роман — De ensamma (Одинокие), в 2012 ему следует Styckerskan från Lilla Burma.

## Награды
Писатель награждался премией Шведского детектива в 1993, 1994, 1996, 2007 годах. В 2000 за роман Carambole (Карамболь) он был удостоен скандинавской премии криминальной литературы Стеклянный ключ. В 2002 году Х.Нессер получил премию Финского детектива.

## Сочинения

### Романы о комиссаре ван Ветерене
- 1993 Det grovmaskiga nätet
- 1994 Borkmanns punkt
- 1995 Återkomsten
- 1996 Kvinna med födelsemärke (Женщина с родинкой)
- 1997 Kommissarien och tystnaden (Комиссар и молчание)
- 1998 Münsters fall (Дело в соборе)
- 1999 Carambole
- 2000 Ewa Morenos fall (Дело Евы Морено)
- 2001 Svalan, katten, rosen, döden (Ласточка, кошка, роза и смерть)
- 2003 Fallet G (Случай G)

### Романы о инспекторе Барбаротти
- 2006 Människa utan hund
- 2007 En helt annan historia (Совсем другая история)
- 2008 Berättelse om herr Roos (Две жизни господина Рооса)
- 2010 De ensamma
- 2012 Styckerskan från Lilla Burma

### Другие произведения
- 1988 Koreografen
- 1996 Barins triangel (Треугольник Барина) (три коротких детективных романа)
- 1997 Ormblomman från Samaria (детективный рассказ)
- 1998 Kim Novak badade aldrig i Genesarets sjö (роман о молодёжи)
- 1999 Flugan och evigheten (Мухи и Вечность) (детективный роман)
- 2002 Kära Agnes! (С любовью Агнес!) (детективный роман)
- 2002 Och Piccadilly Circus ligger inte i Kumla (Цирк Пикадилли находится не в Кумле) (роман о молодёжи)
- 2004 Skuggorna och regnet (Тени и дождь) (детективный роман)
- 2005 Från Doktor Klimkes horisont (С точки зрения доктора Климке) (рассказы)
- 2009 Maskarna på Carmine Street (роман)
- 2010 Sanningen i fallet Bertil Albertsson? (роман)
- 2011 Himmel över London (Небо над Лондоном) (роман)

## Дополнения
- официальный веб-сайт Х.Нессера Архивная копия от 16 февраля 2022 на Wayback Machine (на шведском языке)